# احمد قهرمان
احمد قهرمان (۷ تیر ۱۳۰۷ در بابل – ۱۹ آبان ۱۳۸۷ در تهران) گیاه‌شناس و استاد دانشگاه بود. او پدر علم گیاه‌شناسی ایران و دارای بیش از چهل اثر چاپ شده در زمینه‌های گوناگون گیاه‌شناسی بود. مهم‌ترین مرجع پژوهش دربارهٔ جغرافیای گیاهی ایران، به نام فلور ایران از جمله کتاب‌های او به‌شمار می‌رود. از دیگر افتخارات وی دریافت مدال طلای اینشتین و جایزهٔ سازمان یونسکو، طلای جشنواره خوارزمی و همچنین تألیف کتاب سال دورهٔ سیزدهم کتاب سال جمهوری اسلامی ایران می‌باشد. او همچنین برگزیدهٔ سومین دورهٔ چهره‌های ماندگار در رشتهٔ گیاه‌شناسی بوده‌است.

## زندگی‌نامه
احمد قهرمان در سال ۱۳۰۷ در بابل متولد شد. او تحصیلات ابتدایی خود را در شهر بابل گذراند و در سال ۱۳۲۹ برای ادامه تحصیل به تهران رفت. وی در سال ۱۳۳۳ مدرک کارشناسی خود را در رشته علوم طبیعی از دانشکدهٔ علوم دانشگاه تهران گرفت. او همزمان با تحصیل، به تدریس در دبیرستان‌ها و دانشگاه تهران مشغول بود و در سال ۱۳۴۲ از همین دانشگاه موفق به اخذ مدرک کارشناسی ارشد خود در رشتهٔ علوم گیاهی شد. قهرمان در سال ۱۳۴۲ برای ادامه تحصیل خود به فرانسه رفت و در سال ۱۳۴۵ از دانشگاه مونپلیه دکترای گیاه‌شناسی خود را نیز گرفت و به ایران بازگشت و تا پایان عمرش به فعالیت و آموزش در رشتهٔ تخصصی‌اش ادامه داد. وی پایه‌گذار هرباریوم مرکزی دانشگاه تهران بود و بیش از چهل کتاب در زمینهٔ گیاه‌شناسی تألیف کرد. از دیگر افتخارات وی دریافت مدال طلای اینشتین و جایزه سازمان یونسکو، طلای جشنواره خوارزمی و همچنین تألیف کتاب سال دورهٔ سیزدهم کتاب سال جمهوری اسلامی ایران بوده‌است. احمد قهرمان سرانجام پس از گذراندن یک دورهٔ بیماری، در ۱۹ آبان ۱۳۸۷ در سن ۸۰ سالگی درگذشت.

## آثار
احمد قهرمان کار نگارش را در دوران جوانی و پیش از ورود به دانشگاه، با نگارش مقالات اجتماعی و ادبی در نشریهٔ محلی زبان ملت که در بابل منتشر می‌شد و چندین مجلهٔ پایتخت (تهران) آغاز کرد. اما تألیف آثار آموزشی وی از سال ۱۳۵۴ آغاز و تا سال ۱۳۵۷ چهار کتاب از او منتشر شد. مجموعهٔ آثار قهرمان در دو دسته آثار علمی ـ آموزشی و آثار پژوهشی دسته‌بندی می‌شود. مهم‌ترین کتاب او دورهٔ ۲۴ جلدی «فلور ایران» است که دامنهٔ آن به ۸۰ جلد می‌رسد. کتاب «کروموفیت‌های ایران» در سیزدهمین دوره کتاب سال (۱۳۷۴) به عنوان کتاب سال برگزیده شده‌است.

### ۱. آثار علمی ـ آموزشی
- تشریح گیاهان آوندی
- گیاه‌شناسی عمومی
- گیاه‌شناسی پایه (دوره دو جلدی) انتشارات دانشگاه تهران
- کروموفیت‌های ایران (دوره چهار جلدی) مرکز نشر دانشگاهی

### ۲. آثار پژوهشی
- فلور ایران
- نمایه دو هزار گونه از گیاهان ایران
- کد عمومی خانواده‌ها و جنس‌های فلور ایران
- تطبیق نام‌های کهن گیاهان دارویی با نام‌های علمی
- تنوع زیستی گونه‌های گیاهی ایران
- راهنما و نقشه پوشش گیاهی طبیعی جزیره قشم
- تنوع زیستی گونه‌های گیاهی ابرشهر تهران